# أيوب صبري باشا
أيوب صبري باشا  رحالة ومؤرخ وعسكري تركي، ولد في بلدة تساليا في تركيا في أوائل القرن الثالث عشر الهجري، التاسع عشر الميلادي، وتوفى في عام 1890 م وضع الموسوعة العلمية والثقافية الضخمة المعروفة بأسم مرآة الحرمين الشريفين وجزيرة العرب

## حياته
نشأ وترعرع في بلدته والتحق بالعمل في قوات البحر، ثم كلف بالعمل في الجيش العثماني بولاية الحجاز، حيث عين مديراً للبحرية العثمانية في الحجاز في حدود سنة 1865 م. وبعد انتهاء مهمته عاد إلى تركيا. وتمت ترقيته إلى أمير لواء، ثم شغل وظيفة رئيس قسم المحاسبات البحرية، كما تولى التدريس في مدرسة البحرية الشاهانية في إسطنبول. وتوفي أيوب صبري باشا في اسطنبول في الأول من شهر صفر 1308 هـ، 1890 م بعد حياة حافلة بالأعمال العسكرية والأدبية.

## مؤلفاته
وقد عرف أيوب صبري باشا إلى جانب مهامه العسكرية والوظيفية باهتماماته الأدبية، واشتهر بمؤلفاته التاريخية التي ذاع صيتها مثل: 
- تاريخ الوهابية (تاريخ وهابيان) ألفه سنة 1879م.
- مرآة مكة ألفه سنة 1884م.
- تكملة المناسك 1875م.
- مرآة المدينة 1887م.

وقد جمع المؤلفات الثلاثة الأخيرة في كتاب واحد بعنوان: مرآة الحرمين الشريفين وجزيرة العرب ألفه سنة 1889م،
إضافة إلى كتاباته الدينية والأدبية الأخرى مثل: 
- نجاة المؤمنين.
- ترجمة الشمائل الشريفة.
- شرح قصيدة بانت سعادة.

وغيرها من المؤلفات مما يضيق المجال عن تتبعها.
- تنسب إليه مذكرات مستر همفر.

## وصلات خارجية
- جريدة الجزيرة - فايز موسى الحربي - «أيوب صبري باشا ومرآة الجزيرة العربية»
- جريدة الرياض - «مرآة الحرمين الشريفين».. موسوعة تبرز القيمة الدينية والحضارية لمكة المكرمة والمدينة المنورة